# Blinstrubiškių miškai
Blinstrubiškių miškai este o arie protejată (sit de importanță comunitară — SCI) din Lituania întinsă pe o suprafață de 888,41 ha, integral pe uscat.

## Localizare
Centrul sitului Blinstrubiškių miškai este situat la coordonatele 55°20′35″N 22°54′09″E / 55.3431°N 22.9024°E.

## Înființare
Situl Blinstrubiškių miškai a fost declarat sit de importanță comunitară în noiembrie 2022 pentru a proteja un număr necunoscut de specii din flora spontană și fauna sălbatică aflate în arealul zonei.

## Biodiversitate
Situată în ecoregiunea boreală, aria protejată conține 3 habitate naturale: Taiga vestică, Păduri caducifoliate de mlaștină fino-scandinave, Mlaștini împădurite.
La baza desemnării sitului se află un număr nedeclarat de specii protejate.
Pe lângă speciile protejate, pe teritoriul sitului au mai fost identificate 1 specie de păsări.